# Cotidiano de um Casal Feliz
Cotidiano de Um Casal Feliz é uma canção do cantor e compositor brasileiro Jay Vaquer, lançada em 2005.
É a canção mais famosa do cantor. Foi bastante executada nas rádios cariocas (Entre as músicas pop, esta canção foi a 198a música mais tocada nas rádios em 2006), e seu videoclipe (onde o cantor é manipulado como um marionete gigantesco) chegou a figurar no Top 20 da MTV Brasil, em 2005.

## História
A canção é a faixa 3 do álbum Você Não Me Conhece, lançado em 2005.
Ela nasceu de uma crônica escrita pelo cantor. Ao musicá-la, a faixa ficou com 10 minutos. Após cortar algumas partes, chegou-se a versão que foi gravada, que tem pouco mais de 3 minutos.
A letra da música faz uma crônica de um casal blasé, rico e sem escrúpulos.

## Faixas do Single
| N.º | Título                        | Duração |  |
| 1.  | "Cotidiano de um Casal Feliz" | 3:30    |  |
| 2.  | "Mondo Muderno (d mierda)"    | 3:53    |  |

## Créditos Musicais
- Jay Vaquer - Vocais
- Vini Rosa - Guitarras
- Carlos Trilha - Teclados
- Humberto Barros - Teclados
- Christiaan Oyens - Bateria

## Prêmios e Indicações
| Ano  | Prêmio                                | Indicação/Categoria        | Profissional Indicado | Resultado | Ref.        |
| ---- | ------------------------------------- | -------------------------- | --------------------- | --------- | ----------- |
| 2005 | Prêmio Multishow de Música Brasileira | Melhor Videoclipe do Ano   |                       | Indicado  | [ 6 ] [ 7 ] |
| 2006 | 12º Prêmio Avon Color de Maquiagem    | Vídeo Independente e Clipe | Anderson Clarido      | Indicado  | [ 8 ] [ 9 ] |